# The Washington Times
The Washington Times er en amerikansk avis, der udgives i Washington D.C..
Avisen blev grundlagt i 1982 af Moon-bevægelsens grundlægger Sun Myung Moon. Den udkommer i broadsheet-format og er politisk konservativ. I 2007 var oplaget på 102.531, hvilket var omkring en syvendedel af dens primære konkurrent, The Washington Post. Chefredaktør er John F. Solomon, der tidligere har været undersøgende journalist for bl.a. Associated Press.